# Tietmaro di Sassonia
Tietmaro (985 circa, attestato nel 1004 – Pöhlde, 30 settembre o 1 ottobre 1048) fu un conte sassone della stirpe dei Billunghi con proprietà a Bruninctherpe (Brüntorf). Rivale del vescovo Meinwerk per l'abbazia di Helmarshausen, dopo una imboscata fallita contro l'imperatore Enrico III fu ferito a morte in un duello giudiziario.

## Biografia
Tietmaro era il figlio del duca Bernardo I (950 circa-9 febbraio 1011 a Corvey) della stirpe dei Billunghi e Ildegarda (965 circa-3 ottobre 1011, sepolta a Lüneburg) della stirpe degli Odoniani. Aveva almeno i seguenti fratelli e fratellastri:
- Ermanno, che morì giovane, probabilmente frutto del primo matrimonio di suo padre con una donna dal nome sconosciuto;
- Gedesdiu (Gedesti) (980 circa-30 giugno dopo il 1040), probabilmente nel 993 badessa di Metelen, dal 1002 al 1040 badessa di Herford, figlia maggiore di Ildegarda di Stade;
- Imma (982 circa-995), suora dell'abbazia di Herford seconda figlia di Ildegarda di Stade;
- Bernardo II (984 circa-1059), duca di Sassonia (1011-1059) ∞ Eilika († 10 dicembre dopo il 1055/56), figlia di Enrico di Schweinfurt, margravio del Nordgau, figlio maggiore di Ildegarda di Stade;
- Matilde (nata nel 987 circa), monaca nell'abbazia di Gernrode sotto la prima badessa Hathui (Hadwig) († 28 aprile 1014).

Essendo il secondo figlio maggiore, Tietmaro non era destinato alla successione nella carica ducale dopo la morte del padre nel 1011 e fu compensato con altri beni. Ma subito scoppiò una disputa ereditaria con il potente vescovo di Paderborn Meinwerk sulla tenuta Bruninctherpe (Brüntorf, oggi parte di Lemgo). Il vescovo lo condannò nel 1014 a una multa di trenta talenti d'argento. Meinwerk era anche sostenuto dal potere imperiale di Enrico II, che il vescovo di Paderborn aveva accompagnato durante la sua incoronazione imperiale nello stesso anno. Tietmaro fu così costretto a cedere la proprietà in suo possesso alla chiesa. Come compromesso, Meinwerk cedette infine la proprietà alla badessa Godesti di Herford, sorella di Tietmaro. Così a Tietmaro rimase almeno la proprietà da cui prendeva il nome, egli dovette però rinunciare ai propri diritti su altri beni a favore dei monasteri imperiali di Herford e Helmarshausen. Qui gli antagonismi tra la vecchia nobiltà tribale sassone e il potere imperiale divennero chiaramente evidenti, così da preparare il futuro conflitto.
Nel 1019 scoppiarono le ostilità. Secondo gli Annali di Quedlinburg «I figli del conte Ermanno, cugini dell'imperatore, e il figlio del duca Bernardo, Tietmaro si sono ribellati; tuttavia, sono stati arrestati e incarcerati. Nel frattempo Tietmaro, che era fuggito, tornò a casa sua; ma pochi giorni dopo tutti ricevono la grazia dell'imperatore. Questi problemi, quindi, erano si risolsero per il momento». Gli oltraggi continuarono nell'anno successivo: «Nel 1020, il duca Bernardo [II] il Giovane, fratello di Tietmaro, radunò un contingente a ovest per ribellarsi all'imperatore e occupò Schalkesburg, che l'imperatore assediò con i suoi. Ma il duca Bernardo cedette alla giustizia e, attraverso la mediazione dell'Imperatrice [Cunegonda], ottenne il favore dell'imperatore e i feudi di suo padre» (ibid). Intorno all'anno 1020 Tietmaro ebbe un figlio dallo stesso nome, Tietmaro.
Dopo la morte dell'ultimo imperatore sassone Enrico II il Santo nel 1024 e l'elezione a re del francone Corrado II, il ducato tribale sperava in un miglioramento della situazione. Ma i Billunghi furono nuovamente delusi. Dopo la morte di Emma di Lesum il 3 dicembre 1038, vedova del conte dei Billunghi, Liudgero, che era già morto nel 1011, Corrado ritirò il feudo imperiale di Lesum non infeudando suo cugino Tietmaro a causa di qualche reato commesso dalla figlia dal nome sconosciuto di Liudgero ed Emma. Questa figlia era probabilmente canonichessa a Rikquur, che nel 1059 lasciò una vasta eredità all'arcivescovo Adalberto di Amburgo-Brema per espiare i suoi peccati. Per quanto riguarda la confisca del feudo, l'imperatrice Gisela aveva visitato Brema e probabilmente anche Lesum, che era passata alla corona e doveva servire come sua proprietà personale. Dopo la morte di Corrado II (1039), Lesum fu usata per il mantenimento delle regine fino a quando il dodicenne Enrico IV lo donò all'arcidiocesi di Brema nel 1063, appena un anno dopo il colpo di stato di Kaiserswerth. Il cambio di proprietà, costituita da 700 ettari, è esemplare per il cambiamento di potere durante questo periodo dai duchi tribali ai re e agli imperatori e alla chiesa.
Circa un decennio dopo l'acquisizione di Lesum da parte dei Salici, il conflitto culminò sotto l'imperatore Enrico III, figlio di Corrado. Questo visitò l'arcivescovo Adalberto di Amburgo-Brema nel 1047 e anche la tenuta reale di Lesum, presumibilmente per accertarsi della lealtà dei duchi. Sembra che Tietmaro preparò una imboscata per assassinare l'imperatore in questa occasione; fu scoperto grazie al tradimento del suo vassallo Arnoldo e la vigilanza dell'arcivescovo. Il giorno dopo la festa di san Michele nel 1048, Tietmaro fu sottoposto a un "giudizio divino" nel palazzo reale di Pöhlde: davanti agli occhi dell'imperatore, avrebbe dovuto «purificarsi con la propria mano dal crimine di cui era stato accusato» e fu così «vinto e ucciso» (Lamperto di Hersfeld, Annali per gli anni dal 1047 al 1052).
Il figlio di Tietmaro, Tietmaro, catturò Arnoldo e lo uccise impiccandolo in mezzo a due cani. Allora fu condannato all'esilio a vita dall'imperatore e privato di tutti i beni del suo conte, che Enrico III trasferì alla diocesi di Hildesheim e in parte anche all'abbazia palatina di Goslar.